# Anas Bani Yaseen
Anas Walid Khaled Bani Yaseen (29 de novembro de 1988) é um futebolista profissional jordaniano que atua como defensor.

## Carreira
Anas Bani Yaseen representou a Seleção Jordaniana de Futebol na Copa da Ásia de 2015.